# 阿尔万孔
阿尔万孔，是西班牙卡斯蒂利亚-拉曼恰瓜达拉哈拉省的一个市镇。总面积35平方公里，总人口193人（2001年），人口密度6人/平方公里。